# Diana Vianez
Diana Vianez (Póvoa de Varzim, 2 de junho de 1989) é uma especialista de Tecnologias de Informação, ativista e política portuguesa, conhecida pelo seu trabalho como ativista. É licenciada em Informática de Gestão pela Universidade da Maia. Foi membro do partido Pessoas-Animais-Natureza (PAN), no qual exerceu vários cargos entre 2010 e 2023, incluindo o de comissária política nacional entre 2014 e 2016.

## Carreira política
Diana Vianez esteve ligada ao partido Pessoas-Animais-Natureza desde a sua fundação. Entre 2014 e 2016 integrou a comissão política nacional do partido, exercendo funções de comissária política nacional.
Foi candidata à Câmara Municipal e à Assembleia Municipal da Póvoa de Varzim em três eleições autárquicas: 2013, 2017 e 2021. Em 2017, foi eleita deputada municipal na Assembleia Municipal da Póvoa de Varzim, cargo que exerceu durante o mandato 2017–2021.
Em 15 de fevereiro de 2023, anunciou a sua desfiliação do PAN, alegando desencanto com a direção e rumo do partido.

## Ativismo

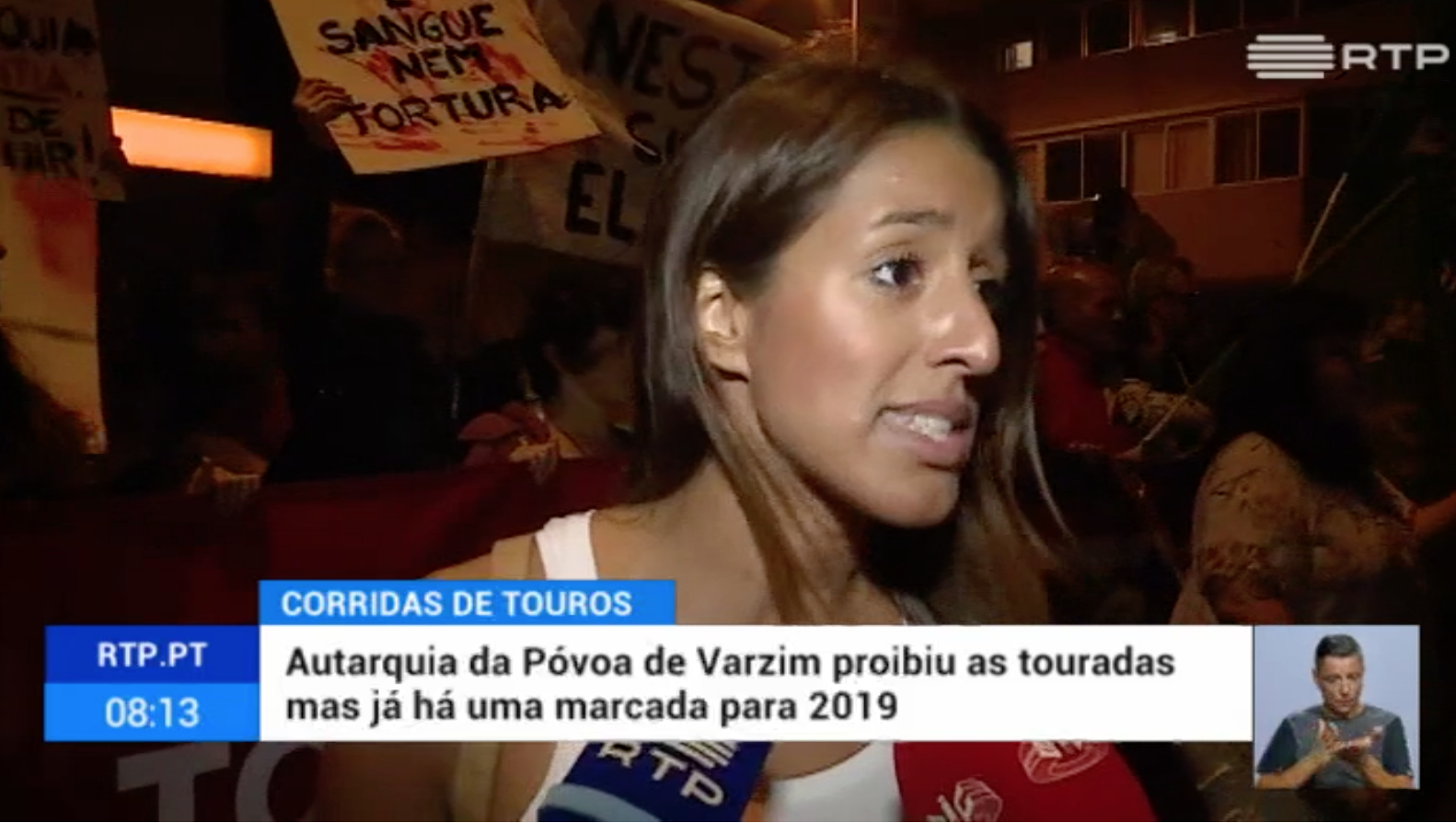
Manifestação anti-tourada em 2018.
Fonte: [https://www.rtp.pt/noticias/pais/corrida-de-touros-na-povoa-de-varzim-gera-protestos_v1092763 RTP

É conhecida pelo seu ativismo, organizou várias manifestações anti-tourada no concelho da Póvoa de Varzim, tendo pressionado o executivo local a pôr fim às touradas na cidade. A atividade tauromáquica foi descontinuada no concelho em 2018, durante o seu mandato como deputada municipal.